# Autoroute A34 (France)
Pour les articles homonymes, voir A34.
L’autoroute A34 relie Reims dans le département de la Marne à Sedan dans le département des Ardennes en passant par Charleville-Mézières. Elle s'embranche à Taissy (au sud-est de Reims) sur l'A4, qui la relie à Paris vers le sud-ouest, à Strasbourg, Metz et Châlons-en-Champagne vers l'est, ainsi qu'à l'A26 vers Lille au nord-ouest et Lyon et Troyes au sud. L'A34 est prolongée au-delà de Sedan par la N58, route en 2×2 voies limité à 110 km/h jusqu'à la frontière belge, en direction de Liège, Luxembourg et Arlon.
Appartenant à la route européenne 46 et la route européenne 420 jusqu'à Charleville-Mézières, elle constitue la branche est du « Y ardennais », nom de l'axe traversant le département venant de Reims et se divisant en 2, à partir de Charleville-Mézières, vers Bouillon, ou Gué-d'Hossus (2 points-frontière vers la Belgique). Cette autoroute se prolonge vers Bouillon en direction de Liège, Aix-la-Chapelle et le sud-est des Pays-Bas. C'est une route pour automobiles (RN 51) limitée à 110 km/h entre Reims et Rethel, pour l'instant, puis à 130 km/h entre Rethel et Charleville-Mézières. Entre Charleville-Mézières et Sedan, elle reprend la trajectoire de l'ancienne A203, qui reliait les deux principales villes du département des Ardennes depuis 1976.
Elle fut autrefois nommée A24 et le nom d'A34 était le nom de l'autoroute Metz-Strasbourg.

## Historique
- 1999 : mise en service de la liaison Charleville-Mézières - Poix-Terron
- 2001 : mise en service de la liaison RN 44 - Witry-lès-Reims
- 2002 : mise en service de la liaison Poix-Terron - Faissault
- 2003 : mise en service de la liaison Faissault - Rethel
- 2006 : mise en service de la liaison A4- RN 44 et de la sortie 25 à Witry-lès-Reims.
- 2010 : reprise de l'ancien tronçon de l'A4 par l'A34, à l'est de Reims sur 2 km
- 2014 : mise en service de l'échangeur de la Chattoire
- 2015 : fusion avec l’A203
- 2015 : mise en service complète de l'échangeur de Cormontreuil entre la RN 244 et l'A344 (ancien tronçon de l'A4; cette dernière contourne désormais Reims par le sud) au niveau de Reims/Cormontreuil
- 2018 : mise en service de l'A304 vers Gué-d'Hossus depuis l'échangeur de la Chattoire

## Son parcours

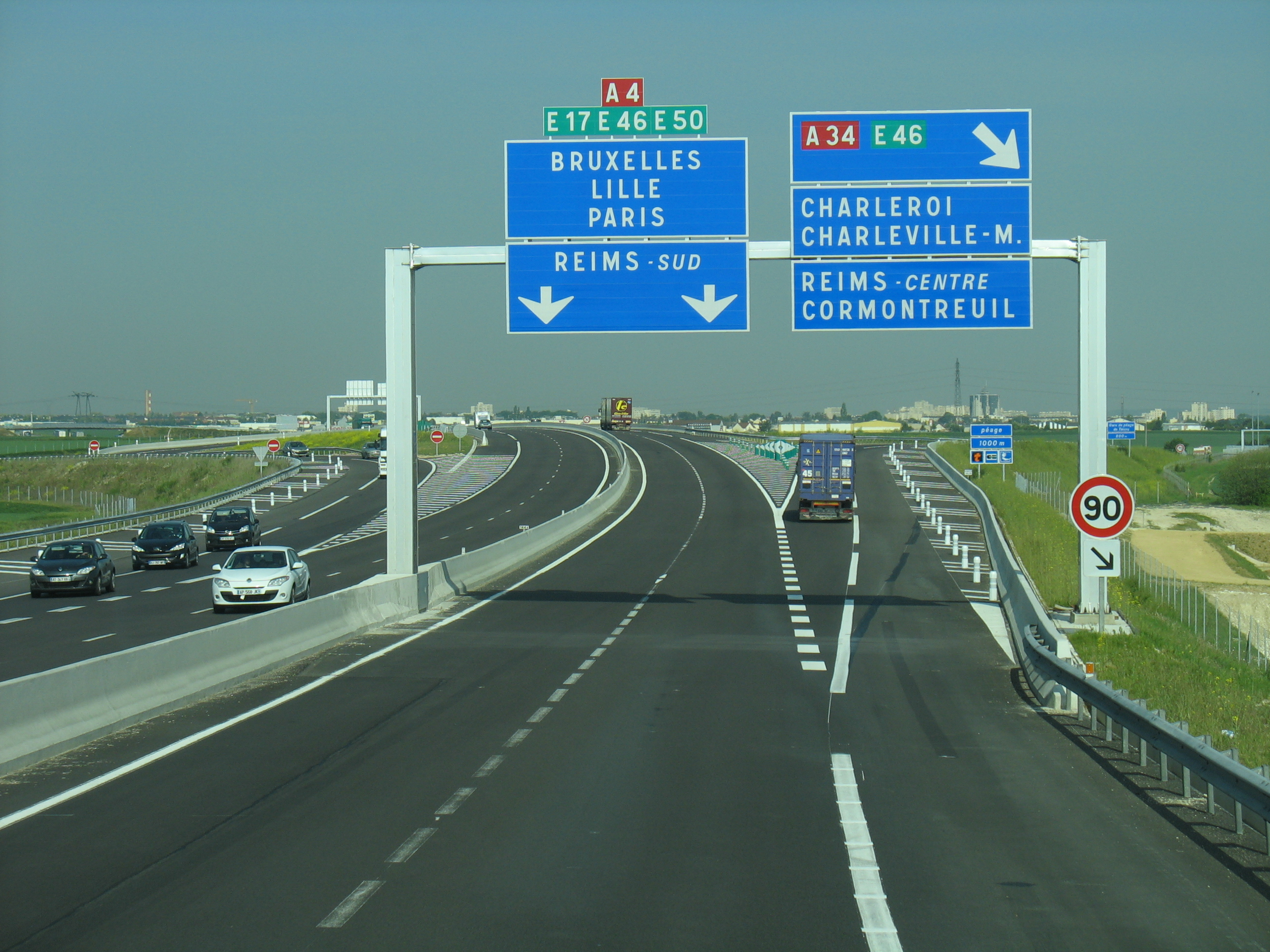
L’A34 à l’échangeur avec l’A4 au sud-est de Reims

À long terme, l'A34 devra absorber les N43, N51, N58, et N244.

Section non-concédée gérée par la DIR Nord et gratuite.
- La RN 43 devient l'A34.
  -  Pont sur la Meuse
- 5 Donchery : Donchery
- 6 Vivier-au-Court : Vrigne-aux-Bois, Vivier-au-Court
- 7 Lumes : Lumes
  -  Pont sur la Meuse
  -    La RN 43 redevient l'A34.
- 8 Villers-Semeuse : Flize, Les Ayvelles, Villers-Semeuse, Centre Commercial Villers-Semeuse
  -  Pont sur la Vence
- Échangeur entre A34 et RN 43 +  9 Moulin Leblanc : 
  - A34 : Bruxelles (A304), Châlons-en-Champagne, Reims
  - RN 43 : Nouzonville, Charleville-Mézières - centre, Charleville-Mézières - Bois Fortant
  -  9 : Parc Technologique
  -   La RN 43 redevient l'A34.
  -  90 km/h avant entrée dans virage
  -  70 km/h dans virage
  -  110 km/h après le virage, portion courte
- 10 La Francheville : La Francheville
  -  Pont sur la Vence
  -  90 km/h avant échangeur
  -  70 km/h avant échangeur
- Échangeur entre A34 et A304 : Bruxelles, Charleroi, Cambrai, Maubeuge
  -  Pont sur la Vence
- 11 Boulzicourt : Flize, Boulzicourt, Saint-Pierre-sur-Vence (demi échangeur vers et depuis Reims)
  -  110 km/h traversée d'Yvernaumont
- 12 Yvernaumont : Guignicourt-sur-Vence, Yvernaumont
  -  130 km/h fin de traversée d'Yvernaumont
  -  Viaduc sur la Vence
- 13 Poix-Terron : Châlons-en-Champagne, Vouziers, Poix-Terron
- 14 Woinic : Faissault, Saulces-Monclin +  Aire de service des Ardennes - Woinic (dans les deux sens)
  -   L'A34 devient la RN 51.

- -   La RN 51 redevient l'A34.

Passage du département des Ardennes à celui de la Marne.
- 25 Witry-lès-Reims : Lille (A26), Reims - nord, Witry-lès-Reims
  -  Limitation à 110 km/h

Pas de sortie 26
- 27 Croix-Blandin : Châlons-en-Champagne par RD, Reims - est, Z. A. C. Croix-Blandin
  -  Limitation à 90 km/h en périphérie de Reims
  -   L'A34 devient la RN 244.

- Échangeur entre A34, RN 244 et A344 +  29 Cormontreuil (RD 8) (Échangeur de Cormontreuil) : 
  - A344 : Reims - centre, Gare de Champagne-Ardenne TGV
  - A34 : Troyes, Châlons-en-Champagne (A26), Paris, Metz, Nancy (A4), Reims - sud
  -  29 : Cormontreuil

Section concédée à SANEF et payante.
- La RN 244 redevient l'A34.
- Gare de péage de Taissy (à système fermé)
- Échangeur entre A34 et A4 : Paris, Lille (A26), Reims - sud, Lyon, Troyes (A26), Metz, Nancy (A31), Châlons-en-Champagne

## Lieux sensibles
La RN 244 est parfois saturée d'une part à l'est de Reims, en amont de l'échangeur de Cormontreuil avec l'A344.
D'autre part on trouve une circulation dense, voire surchargée, au sud de Charleville-Mézières, l'autoroute constituant l'un des maillons de sa rocade et reliant le centre-ville aux zones commerciales et d'activités, de Villers-Semeuse notamment.

## Sites remarquables
- Ouvrage de Villy - La Ferté ( 2)
- Château fort de Sedan ( 3)
- Place Ducale de Charleville-Mézières ( 9)
- Musée Rimbaud ( 9)
- Relais de poste à chevaux de Launois-sur-Vence ( 13)
- Domaine de Vandresse ( 13)
- Musée Guerre et Paix ( 14)
- Forêt de Signy-l'Abbaye ( 16)
- Vallée de l'Aisne ( 18)
- Église Saint-Didier d'Asfeld ( 21)
- Musée Verlaine ( 21)
- Butte Saint-Nicaise de Reims ( 27)
- Cathédrale Notre-Dame de Reims ( 27)

## Autoroute A304
Depuis le 31 juillet 2018, elle est complétée par l'A304, entre La Francheville (au sud de Charleville-Mézières) et Gué-d'Hossus. Sans péage, cette autoroute permet de relier l'A34 à la Belgique (Charleroi et Bruxelles) par la N5 belge, un gain de 40 km par rapport à l’autoroute A31 via Metz et de délester l'axe Metz-Thionville, ce qui a pour effet de retarder les projets d'autoroutes A31bis et A32, ainsi que la mise en 2 × 2 voies de la RN 2 entre Laon et Maubeuge. Toutefois, le péage y est supérieur et l'autoroute luxembourgeoise contigüe possède un effet aspirateur avec une limitation bien supérieure (130km/h).

## Tourisme

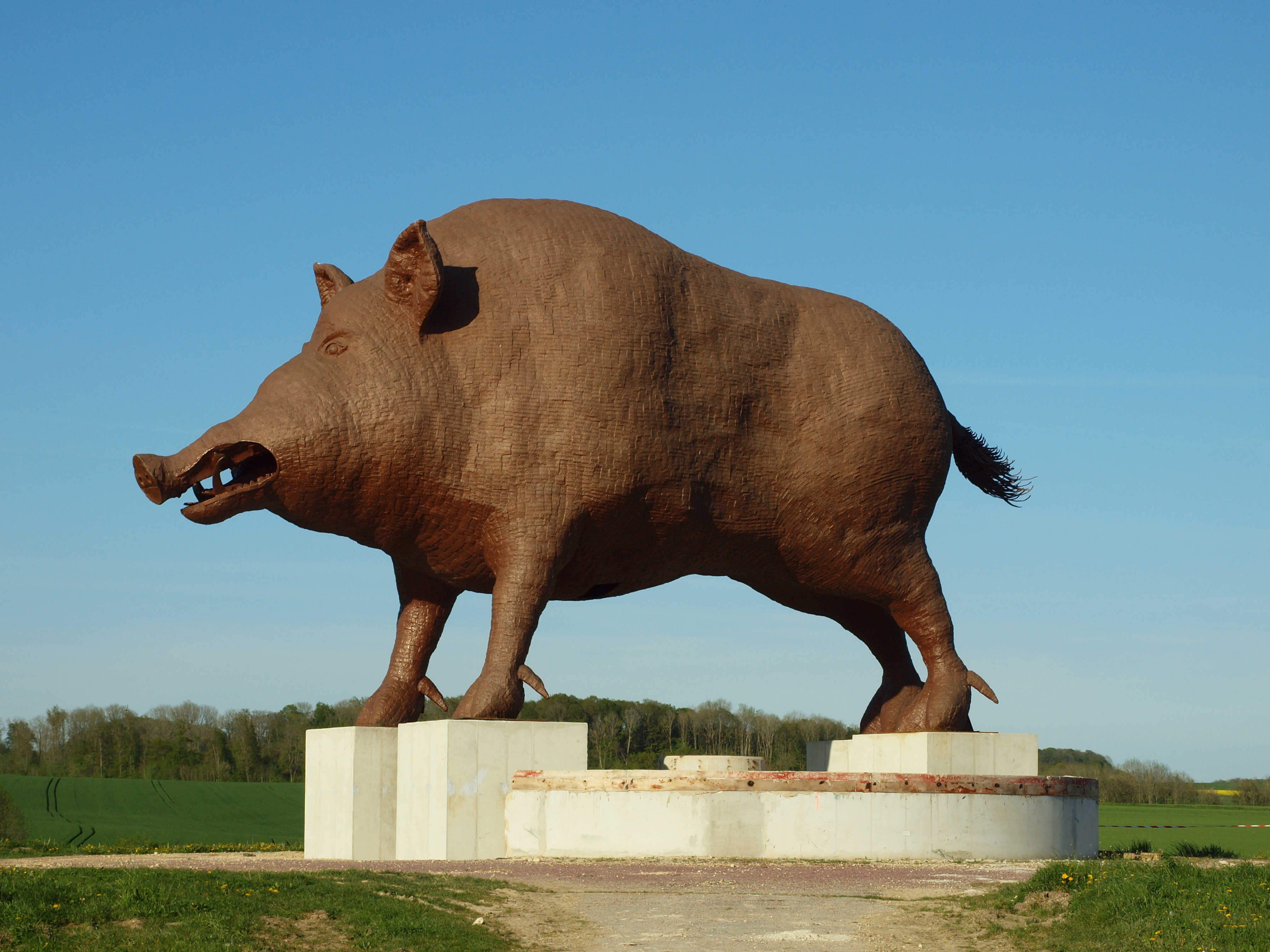
Woinic à Saulces-Monclin vu de l’A34

- Woinic, sculpture métallique d'un sanglier géant, l'animal étant en effet le symbole du département (08), a été installé sur l'aire de service des Ardennes (station service, aire de repos et restauration), au nord de Rethel, le 8 août 2008 (08/08/08, clin d'œil au numéro du département).
- Le zoo et le château de Bouillon

## Galerie

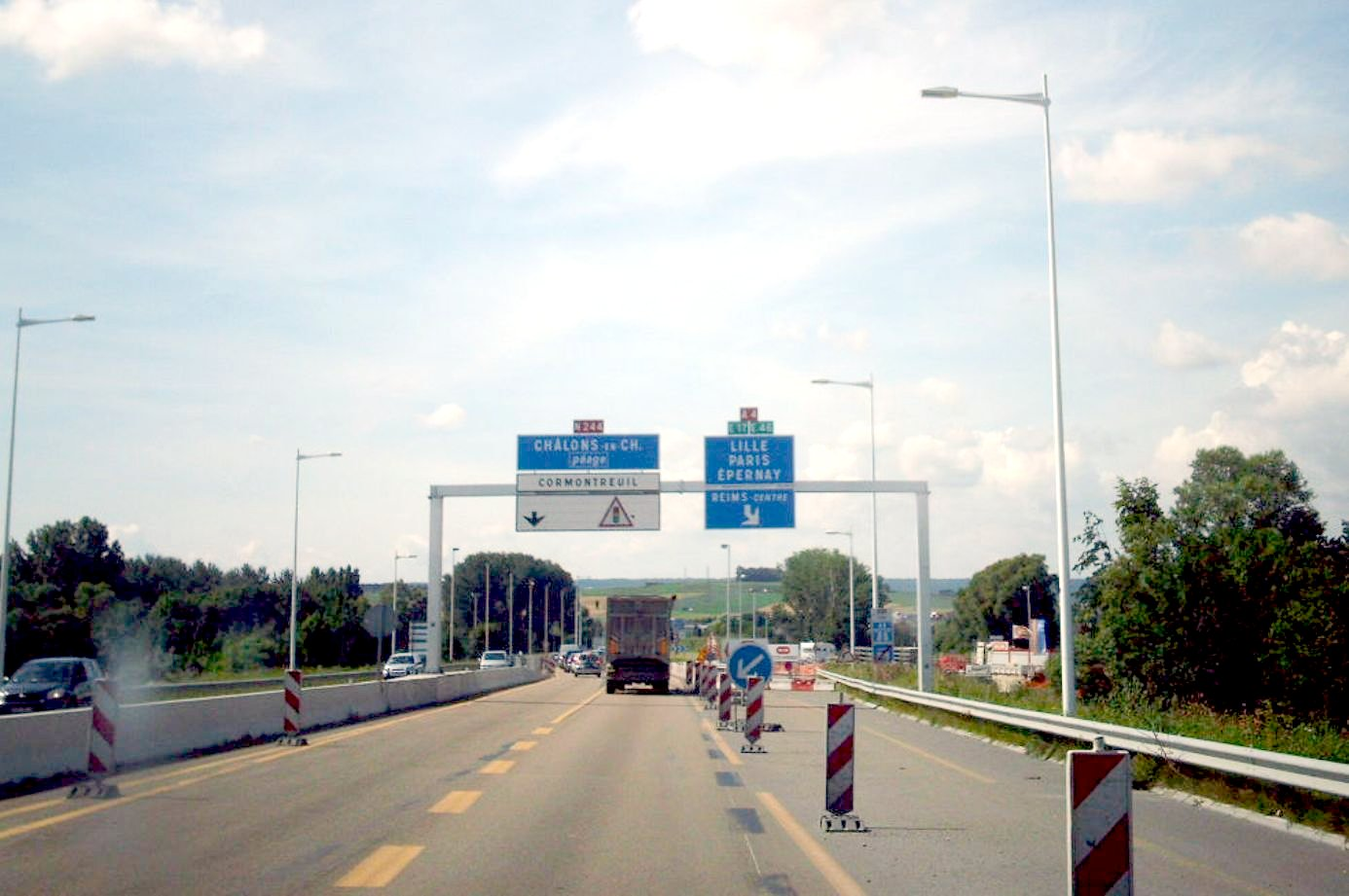
L'A34 (N244) au niveau de l'échangeur de Cormontreuil
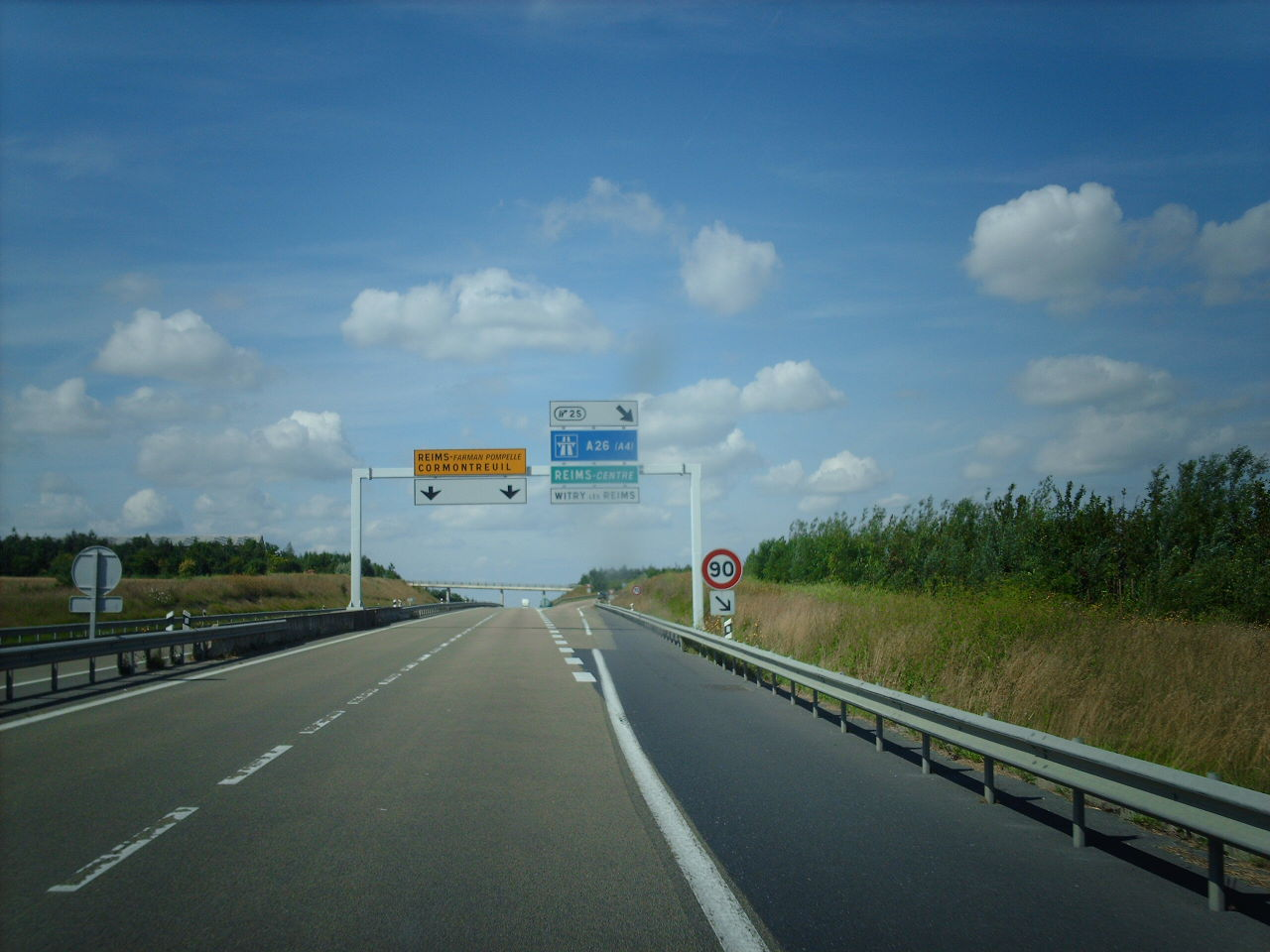
L'A34 au niveau de Witry-lès-Reims
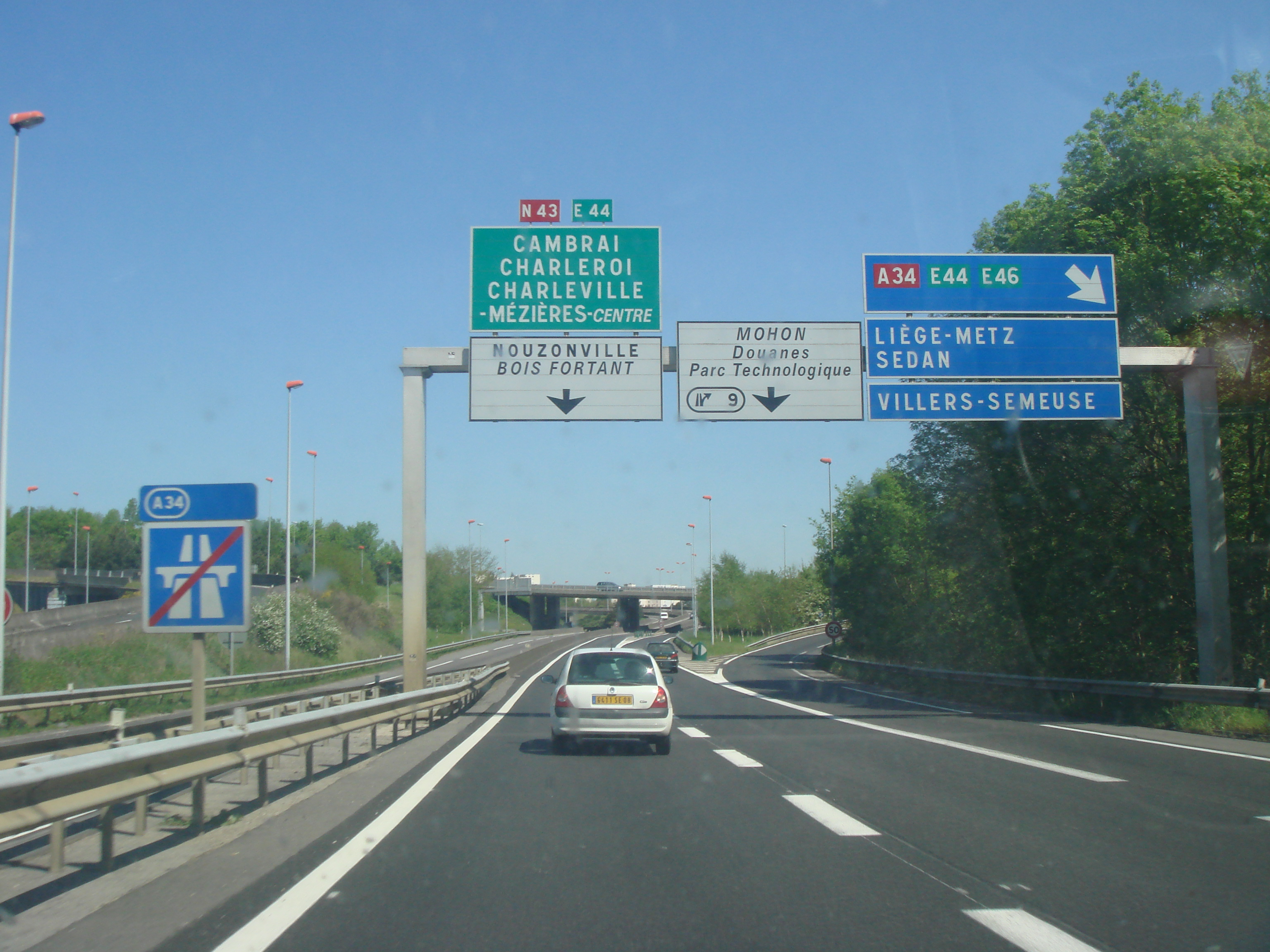
L'A34 au niveau de Charleville-Mézières